# Coves del Drac
Coves del Drac – jaskinia krasowa znajdująca się na Majorce w Hiszpanii.
W Coves del Drac występuje bogata szata naciekowa oraz podziemne jezioro Martel.
W jaskini są rejsy łódkami. W komorze z jeziorem odbywają się koncerty muzyki Chopina.